# بطولة كاريوكا 1979
بطولة كاريوكا 1979 هو موسم من بطولة كاريوكا. فاز فيه نادي فلامنغو.